# Grias longirachis
Grias longirachis är en tvåhjärtbladig växtart som beskrevs av Scott A. Mori och J.L.Clark. Grias longirachis ingår i släktet Grias och familjen Lecythidaceae. IUCN kategoriserar arten globalt som starkt hotad.
Artens utbredningsområde är Ecuador. Inga underarter finns listade i Catalogue of Life.